# Nick Kenny

a Compétitions nationales et continentales officielles uniquement.

Nick Kenny, né le 13 juillet 1982 à Rockhampton (Australie), est un joueur australien de rugby à XIII évoluant au poste de pilier dans les années 2000. Il n'a connu qu'un club, les Brisbane Broncos.